# 阿貝-柯尼稜鏡
阿貝-柯尼稜鏡是反射型的光學稜鏡，用於影像的倒置（旋轉180°），經常使用於雙筒望遠鏡和一些望遠鏡。這型稜鏡是以恩斯特·阿貝（Ernst Abbe）和艾伯特·柯尼（Albert Koenig）兩人命名的。
阿貝-柯尼稜鏡由兩個玻璃稜鏡膠合而成，形成對稱的淺V字型組合。光線以垂直表面的方向進入，從30°的斜面產生全反射，然後從一個在底部的"屋頂"切口（兩個平面以90°相交會之處）反射，然後光線再從對面的另一個30°的斜面產生全反射，再從垂直的表面射出。
全反射的淨效應是將影像在水平和垂直的方向翻轉，這造成影像做180°的旋轉（沒有改變偏手性），並且允許稜鏡做為"圖像架設系統"。不同於常用的雙普羅稜鏡，阿貝-柯尼稜鏡不會偏移光線的入射線和出射線，使他更利於安置於一些儀器中，在設計上也不若雙普羅稜鏡那麼龐大。
阿貝-柯尼稜鏡有時就被簡稱為"屋頂稜鏡"，但這會造成模擬兩可的狀況，因為其他形式的屋頂稜鏡，例如阿米西稜鏡和施密特-別漢稜鏡在設計時也會被使用到。
阿貝-柯尼稜鏡的變形是將屋頂稜鏡換成單面鍍膜的反射鏡鏡面，這樣的反射鏡只會將影像做垂直方向的翻轉，而不做橫向的翻轉，因此會改變影像的旋向性產生相反的感覺。